# SMS Tegetthoff (1878)
O SMS Tegetthoff foi um navio ironclad operado pela Marinha Austro-Húngara. Sua construção começou no início de abril abril de 1876 nos estaleiros da Stabilimento Tecnico Triestino em Trieste e foi lançado ao mar em meados de outubro de 1878, sendo comissionado na frota austro-húngara em setembro de 1882. Era equipado com um armamento principal composto por seis canhões de 283 milímetros montados em uma bateria central, tinha um deslocamento carregado de quase oito mil toneladas e alcançava uma velocidade máxima de treze nós (24 quilômetros por hora).
O Tegetthoff teve uma carreira limitada, principalmente por problemas crônicos em seus motores. Passou por reformas entre 1893 e 1894 em que seu sistema de propulsão foi aprimorado e seus armamentos atualizados. Foi transformado em um navio de defesa de costa em 1897 e colocado para atuar em Pola, sendo renomeado em 1912 para SMS Mars. Passou a ser usado como navio-escola em 1917, enquanto no ano seguinte foi despojado. A embarcação foi entregue como prêmio de guerra para a Itália depois do fim da Primeira Guerra Mundial e desmontado em 1920.

## Desenvolvimento
O Tegetthoff foi projetado pelo arquiteto naval Josef von Romako, o Diretor de Construção Naval da Marinha Austro-Húngara. O vice-almirante Wilhelm von Tegetthoff, homônimo da embarcação e Chefe da Seção Naval, tinha proposto a construção de quatro ironclads. Estes deveriam ser finalizados até 1878, mas uma situação econômica ruim forçou o governo da Áustria-Hungria a cortar o orçamento naval. O vice-almirante barão Friedrich von Pöck, que sucedeu Tegetthoff, tentou a partir de 1871 conseguir financiamento para dois novos navios que seriam chamados Tegetthoff e Erzherzog Karl. Pöck finalmente conseguiu em 1875 convencer os parlamentos a concederem o dinheiro para um navio. Ele continuou tentando conseguir o dinheiro para a segunda embarcação até 1880, mas sem sucesso. A indústria austro-húngara foi incapaz de dar apoio para a construção do navio, assim vários componentes precisaram ser encomendados em outros países, incluindo os armamentos da Alemanha e as placas de blindagem no Reino Unido.
Romako incorporou vários melhoramentos em relação a navios de bateria central anteriores, incluindo o refinamento das linhas do casco para reduzir a necessidade de curvas nas placas de blindagem. O arranjo da bateria principal foi bastante alterado; enquanto em navios anteriores os canhões ficavam em dois conveses, no Tegetthoff ficavam em um único convés, com as aberturas sendo arranjadas de tal maneira para que os canhões pudessem ser girados para os lados sem a necessidade de movê-los para outra abertura. O historiador R. F. Scheltema de Heere considerou o Tegetthoff como "o único navio casamata razoável já construído", algo que "deve ser considerado um golpe de mestre".

## Projeto

### Características
O Tegetthoff tinha 89,39 metros de comprimento da linha de flutuação, 92,46 metros de comprimento de fora a fora e uma boca de 21,78 metros. O deslocamento vazio era de 6 596 toneladas e o deslocamento normal de 7 550 toneladas, enquanto o deslocamento carregado era de 7 950 toneladas. Testes de estabilidade determinaram que o deslocamento máximo do navio era de 8 066 toneladas. O calado ficava em 7,16 metros em deslocamento vazio, 7,57 metros em deslocamento normal e 7,88 metros em deslocamento carregado. A embarcação foi equipada com um grande rostro na proa, como era costume em navios capitais da época. Tinha um castelo de proa e castelo de popa pequenos. Foi o primeiro navio da Marinha Austro-Húngara construído com um casco inteiramente de aço, o que permitiu uma economia de peso considerável. A direção ocorria por meio de um único leme que era controlado de uma posição desprotegida no topo da torre de comando ou de uma posição de comando de batalha nos conveses inferiores, ficando protegida pela blindagem. A altura metacêntrica transversal era de 1,61 metros. A tripulação tinha 525 oficiais e marinheiros.
O sistema de propulsão original consistia em um único motor composto vertical de dois cilindros que girava uma hélice com duas lâminas de 7,16 metros de diâmetro. O vapor vinha de oito caldeiras de tubos de fogo com três fogões cada, cuja exaustão ocorria por duas chaminés à meia-nau. Foi inicialmente equipado com três mastros de vela, porém eles depois removidos durante sua modernização, com dois grandes mastros de batalha sendo colocados no lugar. O sistema de propulsão tinha uma potência nominal de 1,2 mil cavalos-vapor, porém durante seus testes marítimos com deslocamento normal alcançou uma potência indicada de 5 305 cavalos-vapor (3 901 quilowatts) para uma velocidade máxima de catorze nós (26 quilômetros por hora). Uma nova rodada de testes marítimos foi realizada dois anos depois e desta vez ocorreram com um deslocamento elevado de 8 045 toneladas, com o Tegetthoff chegando a 13,97 nós (25,87 quilômetros por hora) a partir de 6 801 cavalos-vapor (5 001 quilowatts).

### Armamento e blindagem

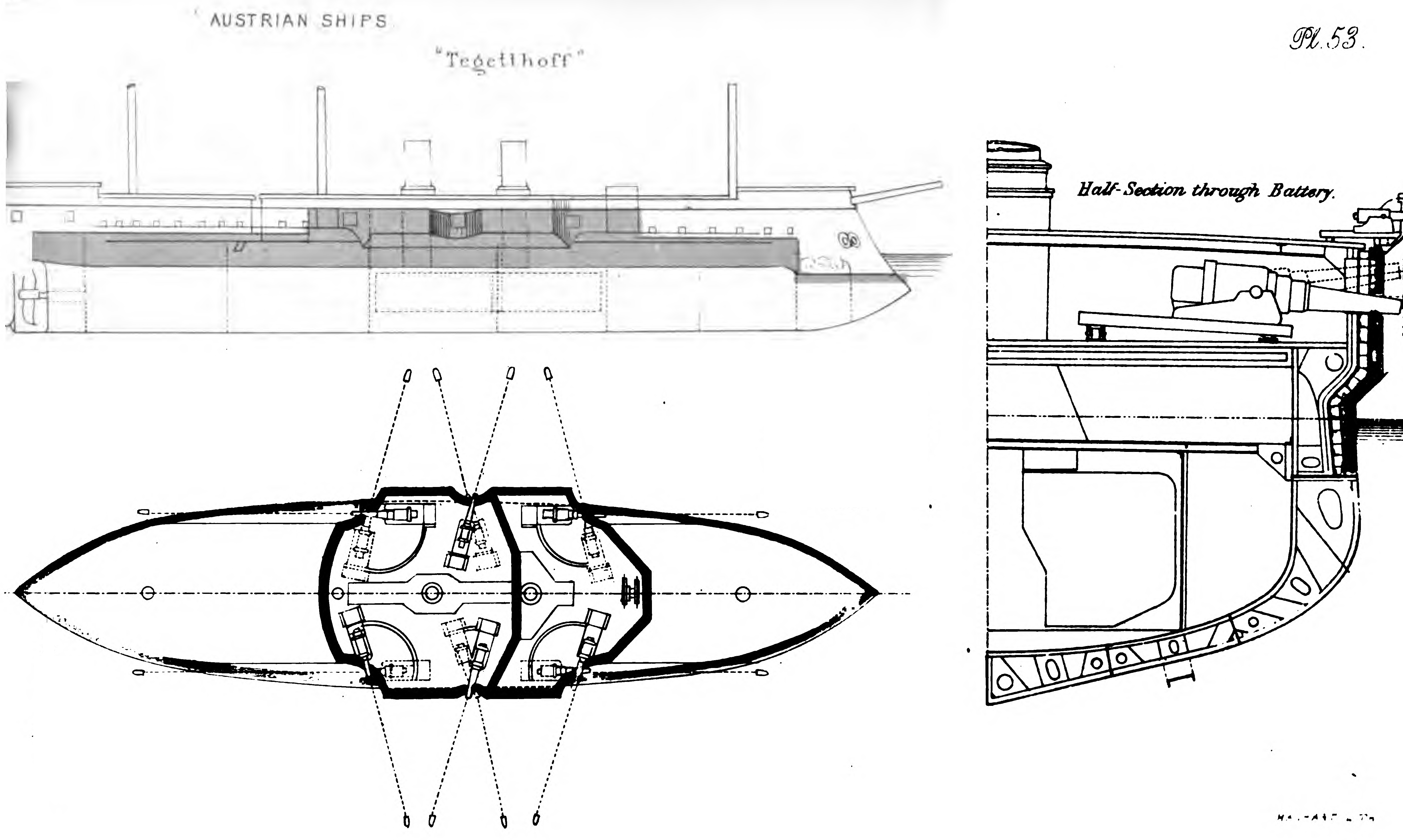
Desenho do arranjo dos armamentos e esquema de blindagem do Tegetthoff

O armamento principal original do Tegetthoff era formado por seis canhões de retrocarga calibre 18 de 283 milímetros produzidos pela alemã Krupp. Estas armas ficavam montadas em uma bateria central à meia-nau e tinham a intenção de serem usadas em perseguições e tentativas de abalroamento. Cada canhão podia se elevar até 8,25 graus e abaixar até cinco graus negativos. As armas dianteiras podiam dispararam diretamente à vante e as traseiras diretamente à ré, já as duas centrais tinham arcos de disparo mais limitados. O depósito de munição ficava localizado diretamente abaixo da bateria. O armamento secundário tinha seis canhões calibre 24 de 89 milímetros, dois canhões calibre 15 de 70 milímetros e quatro canhões de 47 milímetros. Todas estas armas ficavam em montagens giratórias individuais no convés superior, exceto as de 47 milímetros, que ficavam nas gáveas nos mastros.
O cinturão principal de blindagem tinha 356 milímetros de espessura na parte central da embarcação, com as anteparas que fechavam a cidadela blindada tendo 254 a 305 milímetros. O cinturão diminuía ligeiramente de espessura nas extremidade das cidadela para 330 milímetros. A proteção para a casamata da bateria central tinha uma espessura que ficava entre 127 e 330 milímetros. A torre de comando tinha laterais de 127 a 178 milímetros. A blindagem do Tegetthoff pesava no total 2 156 toneladas, mais de um quarto do deslocamento do navio.

### Modificações
O Tegetthoff passou por uma grande modernização entre 1893 e 1894. Suas caldeiras originais foram removidas e então substituídas por oito novos modelos Scotch, enquanto seu motor original foi removido e substituído por dois motores de tripla-expansão com três cilindros construídos pela alemã empresa Schichau-Werke. Tinham uma potência indicada de 8 270 cavalos-vapor (6 080 quilowatts), alcançando uma velocidade máxima de 15,32 nós (28,37 quilômetros por hora) durante testes marítimos. A tripulação aumentou para 568 a 575 oficiais e marinheiros. O armamento principal foi substituído por canhões C/86 calibre 35 de 240 milímetros, também produzidos pela Krupp. O armamento secundário passou a ser de cinco canhões calibre 35 de 149 milímetros, dois canhões calibre 18 de 66 milímetros, nove canhões calibre 44 de 47 milímetros, seis metralhadoras calibre 33 de 47 milímetros e duas metralhadoras de 8 milímetros. Também foi equipado com dois tubos de torpedo de 350 milímetros, uma na proa e um na popa.

## História
O batimento de quilha do Tegetthoff ocorreu em 1 de abril de 1876 na Stabilimento Tecnico Triestino em Trieste. Foi lançado ao mar em 15 de outubro de 1878, sendo finalizado em 1881. A construção foi supervisionada pelo engenheiro Carl Tullinger. O historiador Lawrence Sondhaus afirmou que o ironclad iniciou seus testes marítimos em setembro de 1881, porém Scheltema de Heere disse que eles começaram em 5 de agosto de 1882, usando para isto registros de arquivos austríacos. A embarcação foi comissionada em Pola em setembro de 1882, com o imperador Francisco José I comparecendo à cerimônia. Dificuldades financeiras tinham atrasado a finalização do Tegetthoff, com o dinheiro necessário para completá-lo só sendo aprovado em novembro de 1881. Era na época o maior e mais poderoso navio da frota austro-húngara, posição que manteria por mais algumas décadas. Ele mesmo assim foi um meio-termo político e muito menor do que ironclads estrangeiros semelhantes, especialmente britânicos e franceses.

O Tegetthoff em Pola c. 1889

O Tegetthoff teve uma carreira limitada, principalmente por problemas em seu motor. Ficou designado à Esquadra Ativa durante sua primeira década de serviço, mas com o motor totalmente operante apenas nos anos de 1883, 1887 e 1888. Foi para Barcelona na Espanha em 1888 a fim de participar da abertura da Exposição Universal, fazendo a viagem junto com os ironclads SMS Custoza, SMS Kaiser Max, SMS Don Juan d'Austria e SMS Prinz Eugen, mais os cruzadores torpedeiros SMS Panther e SMS Leopard. Foi a maior esquadra que a Marinha Austro-Húngara operou fora do Mar Adriático. O Tegetthoff participou de exercícios de treinamento da frota em junho e julho de 1889 junto do Custoza, Kaiser Max, Don Juan d'Austria, Prinz Eugen e SMS Erzherzog Albrecht.
O navio foi modernizado entre 1893 e 1894, com seus armamentos sendo aprimorados e seu motor substituído por novos e confiáveis motores de tripla-expansão alemães. Nessa época Tegetthoff  era o único ironclad remotamente moderno na frota austro-húngara, excluindo os recém-construídos SMS Kronprinz Erzherzog Rudolf e SMS Kronprinzessin Erzherzogin Stephanie. O almirante barão Maximilian Daublebsky von Sterneck, sucessor de Pöck como Chefe da Seção Naval, não foi capaz de conseguir financiamento para a construção de novos navios capitais, assim tentou modernizar a Marinha Austro-Húngara adotando a doutrina da Jeune École.
Foi usado como navio de guarda em Pola a partir de 1897. Serviu na esquadra de reserva em junho de 1901 durante as manobras de verão da frota junto do cruzador blindado SMS Sankt Georg e do cruzador protegido SMS Kaiser Franz Joseph I. Foi renomeado para SMS Mars em 1912 para que seu nome original pudesse ser usado em um novo couraçado em construção. Permaneceu em serviço como navio de guarda depois do início da Primeira Guerra Mundial em 1914. Foi empregado como navio-escola para aspirantes em 1917, enquanto no ano seguinte foi despojado. Foi entregue para a Itália como prêmio de guerra ao final do conflito e desmontado em 1920.